# Typhlodromus neogutierrezi
Typhlodromus neogutierrezi är en spindeldjursart som beskrevs av Zannou, Moraes och Oliveira 2008. Typhlodromus neogutierrezi ingår i släktet Typhlodromus och familjen Phytoseiidae. Inga underarter finns listade i Catalogue of Life.